# 横尾弥一
横尾 弥一（彌一、よこお やいち、1851年（嘉永4年4月） - 1902年（明治35年）5月24日）は、明治時代の政治家。貴族院多額納税者議員。

## 経歴
山形県出身。1887年（明治20年）以降、東根村会議員、北村山郡会議員、同所得税調査委員、同学務委員などを歴任した。
1896年（明治29年）山形県多額納税者として補欠選挙で貴族院議員に互選され、同年3月16日から1897年（明治30年）9月28日まで在任した。